# Llengües penutianes de l'Altiplà
Penutianes de l'Altiplà (també shahapwailutan) són una família de llengües del grup penutià parlades al nord de Califòrnia, centre-oest d'Oregon fins al nord de Washington i central-nord d'Idaho.

## Divisió familiar
Les Penutianes de l'Altiplà consisteixen en quatre llengües:
A. Lutumi
1. . Llengua klamath (també anomenada klamath-modoc i lutuami) (c. 2.500 parlants 1981)

B. Waiilatpuao (†)
1. . Molala (també anomenada molale) (extint, †)
2. . Llengua cayuse (extint, †)

C. Llengües shahaptianes (c. 1.400 parlants 1981)
1. . Nez percé
2. . Sahaptin

S'ha proposat que aquestes llengües podrien haver divergit segons el següent arbre filogenètic:
|  | Molala         |
|  |                |
|  | Llengua cayuse |
|  |                |

|  | Nez percé |
|  |           |
|  | Sahaptin  |
|  |           |

|  | Molala         |
|  |                |
|  | Llengua cayuse |
|  |                |

|  | Nez percé |
|  |           |
|  | Sahaptin  |
|  |           |

## Història
La unitat filogenètica del grup shahaptin, format pel Sahaptin pròpiament dit i el Nez percé ha estat reconegut des de fa temps, i la seva unitat filogenètica sembla indubtable.
Per una altra, part des de la proposta de Sapir [1929] del penutià dels turons, diversos lingüistes han publicat abundant evidència en suport del parentiu entre la llengua klamath (també anomenat klamath-modoc) i el grup sahaptià. Recentment, Berman (1996) va proveir evidència convincent per incloure al molala entre les llengües penutianes dels turons. Altres investigadors han indicat prometedores similituds entre el penutià dels turons i la família de maidu, encara que aquesta proposta no està totalment demostrada i roman a nivell d'hipòtesi pendent de confirmació.
Silverstein [1979] considera que després d'examinar l'evidència disponible de les llengües penutianes dels turons que és molt improbable que formin una unitat filogenètica ben definida, i per tant, han d'entendre's com un grup geogràfic i no com una subfamília de llengües vàlida.

## Característiques comunes
Alguns autors com Silverstein jutgen que és improbable que les llengües penutianes dels turons constitueixin una unitat filogenètica vàlida. Per la qual cosa aquesta branca ha d'entendre's abans de res com una classificació geogràfica convenient dins de la macro-família penutiana.

### Gramàtica
La següent és una llista comparativa dels pronoms:
| GLOSSA              | Sahaptin | Molala | Llengua cayuse | Llengua klamath | Lutuami |
| ------------------- | -------- | ------ | -------------- | --------------- | ------- |
| 1a persona singular | in       | ʔína   | ínin           | ni              | ni      |
| 2a persona singular | im       | kíˑ    | nikí           | ʔi              | i       |
| 3a persona singular | ipi      | níˑp   | nip            | bi              | hut     |
| 1a persona plural   | nun      | kimt   | námək          | naˑd            | nat     |
| 2a persona plural   | ima      | kimt   | mkímiš         | ʔaˑd            | at      |
| 3a persona plural   | inma     | nimt   | nípik          | baˑd            | hutsa   |

Diverses llengües mostrwn una alternança n-/l- en l'arrel, a vegades aparentment condicionada per l'accent:
(Sahaptin) náxs 'un' / uy-láxs 'sis' (= '5 + 1')
(Nez-Percé) náqe 'un' / ʔoy-láqe 'sis' (= '5 + 1')
(Cayuse) nowi 'cinc' + na 'un' > nowína 'sis' / nowi 'cinc' + mat 'tres' > nomiwát 'vuit'

### Comparació lèxica: numerals
Els numerals de l'1 al 10 són:
| GLOSSA | Sahaptià | Sahaptià  | Sahaptià    | Klamath- Modoc | Molala           | Cayuse       | PROTO- PENUTIÀ DE L'ALTIPLÀ |
| GLOSSA | Sahaptin | Nez-Percé | Yakima      | Klamath- Modoc | Molala           | Cayuse       | PROTO- PENUTIÀ DE L'ALTIPLÀ |
| ------ | -------- | --------- | ----------- | -------------- | ---------------- | ------------ | --------------------------- |
| '1'    | náx̩š     | náqc      | naxš        | n̥a:s           | nánga            | ná           | *naqs                       |
| 2      | napt     | lepít     | ni:pt       | la:p           | lâ'p.ka          | lip.lint     | *lip-~ *lap-                |
| 3      | míta:t   | mitá:t    | míta:t      | ndan           | mát.ka           | mat.nint     | *mit-~ *mat-                |
| 4      | pí.napt  | pí:lept   | píni:pt     | woni:p         | píp.a            | píping       | *pi-lip-                    |
| 5      | páxat    | páxlo     | páχa:t      | ton'ip         | pí.kuu           | tauwít       |                             |
| 6      | uy.láxs  | ʔoy.lá:qc | ptáχninš    | n̥ač.ksept      | ná.pit.ha        | nowí.na      | *na+5 *5+na                 |
| 7      | uy.nápt  | ʔuy.né:pt | túska:s     | lap.ksept      | lá.pit.ha        | nowi.líp     | *lap+5 *5+lap               |
| 8      | uy.mátat | ʔuy.métet | paχatʼumá:t | ndan.ksept     | mát.pit.ha       | nomi.wát     | *mat+5 *5+mat               |
| 9      | k'uyc    | k'uyc     | cʼmɨst      | n̥ač.qʼe:ks     | la.kint.shi-átks | tanawiashint |                             |
| 10     | pútimt   | pú:timt   | pútɨmpt     | tewnʼip        | lák.nan          | miníti.t     |                             |